# Hrabstwo Hall (Georgia)
Hrabstwo Hall (ang. Hall County) – hrabstwo w stanie Georgia w Stanach Zjednoczonych. Swoim zasięgiem obejmuje obszar metropolitalny miasta Gainesville i należy do obszaru metropolitalnego Atlanty.

## Geografia

Piramida wieku hrabstwa

Według spisu z 2000 r. obszar całkowity hrabstwa obejmuje powierzchnię 429,19 mil2 (1111,6 km²), z czego 393,66 mil2 (1019,57 km²) stanowią lądy, a 35,53 mil2 (92,02 km²) stanowią wody. Swoim zasięgiem obejmuje znaczną część największego jeziora w stanie – Jezioro Lanier, o powierzchni 38 tys. akrów (150 km²).

### Sąsiednie hrabstwa
- Hrabstwo White (północ)
- Hrabstwo Habersham (północny wschód)
- Hrabstwo Banks (wschód)
- Hrabstwo Jackson (południowy wschód)
- Hrabstwo Barrow (południe)
- Hrabstwo Gwinnett (południowy zachód)
- Hrabstwo Forsyth (zachód)
- Hrabstwo Dawson (północny zachód)
- Hrabstwo Lumpkin (północny zachód)

### Miejscowości
- Clermont
- Flowery Branch
- Gillsville
- Gainesville
- Oakwood
- Rest Haven

## Demografia
Według spisu w 2020 roku liczy 203,1 tys. mieszkańców, co oznacza wzrost o 13% od poprzedniego spisu z roku 2010. Według danych z 2020 roku 80,5% populacji stanowili biali (60,3% nie licząc Latynosów), 7,2% to byli czarnoskórzy lub Afroamerykanie, 6,0% było rasy mieszanej, 1,9% to Azjaci i 0,3% to rdzenna ludność Ameryki. Latynosi stanowili 28,5% populacji.
Wśród osób deklarujących swoje pochodzenie do najliczniejszych grup należały osoby pochodzenia meksykańskiego (21,4%), angielskiego (9,6%), „amerykańskiego” (9,2%), irlandzkiego (9%), niemieckiego (7,1%), afroamerykańskiego i szkockiego lub szkocko–irlandzkiego (3,6%).

## Religia
W 2020 roku blisko połowa mieszkańców hrabstwa jest członkami kościołów protestanckich, mimo to, hrabstwo posiada najwyższy odsetek (32%) katolików w stanie Georgia. 
Do grup mających ponad 5 tys. członków należeli: Kościół katolicki (65 tys.), Południowa Konwencja Baptystów (48,5 tys.), ewangelikalne zbory bezdenominacyjne (27,9 tys.) i Zjednoczony Kościół Metodystyczny (8,1 tys.). Największe grupy niechrześcijańskie stanowili świadkowie Jehowy (2,4 tys.) i mormoni (1,6 tys.).

## Polityka
Hrabstwo jest silnie republikańskie, gdzie w wyborach prezydenckich w 2020 roku, 70,8% głosów otrzymał Donald Trump i 27,6% przypadło dla Joe Bidena.